# 27e régiment de tirailleurs algériens
Le 27e Régiment de Tirailleurs Algériens était un régiment d'infanterie appartenant à l'Armée d'Afrique qui dépendait de l'armée de terre française.

## Création et différentes dénominations
- 1918: Création du 11e Régiment de Marche de Tirailleurs
- 1920: Renommé 27e Régiment de Tirailleurs Algériens
- 1940: Dissolution
- 1949: Reconstitué en 27e Bataillon de Tirailleurs Algériens
- 1954: Dissolution

## Chefs de corps
- 1939-1940 : Lieutenant-Colonel Félix Roudil (colonel en décembre 1939) Fait prisonnier le 21-05-40.

## Historique des garnisons, campagnes et batailles du27eTirailleurs Algériens

### Première Guerre mondiale
Le 11e Régiment de Marche de Tirailleurs est créé en janvier 1918, il était constitué de trois bataillons du 7e R.T.A..

### Entre-deux-guerres
Le 11e Régiment de Marche de Tirailleurs rejoint l'armée d'Orient en juin 1919 puis la 122e D.I.

En 1920 création du 27e R.T.A. au sein de la 122e D.I. à Constantinople.
Le 27 octobre 1936, la police fait la découverte d'un depôt d'armes à Avignon, chez M. Belle, secrétaire local du pari communiste et propriétaire du Bar de la Marine. Elles devaient être expédiées en Espagne. Tandis que celui-ci est arrêté sur ordre du juge M. Rouquette, des soldats du 27e Régiment de Tirailleurs Algériens chargent dans une voiture les armes et les munitions saisies.

### Seconde Guerre mondiale
En 1939 le 27e R.T.A. est basé à Avignon il appartenait à la 1er D.I.N.A. sous les ordres du Lieutenant-Colonel Roudil. Le régiment sera présent à la Bataille de la Meuse.

### Depuis 1945
Au printemps 1947 débarque à Saigon le 27e B.T.A., puis sept autres bataillons. En 1953 il sera aussi en Extrême-Orient avec onze autres bataillons, pour rejoindre deux régiments, un état-major et trois bataillons.

## Inscriptions portées sur le drapeau du régiment
Il porte, cousues en lettres d'or dans ses plis, les inscriptions suivantes :
- Artois 1915
- Champagne 1915
- Verdun 1917
- Soissonnais 1918
- Maroc 1925-1926

## Décorations
Sa cravate est décorée de la Croix de Guerre 1914-1918 avec six palmes, il a le droit au port de la fourragère à la couleur du ruban de la Légion d'honneur.

## Sources et bibliographie
- Anthony Clayton (trad. de l'anglais par Paul Gaujac), Histoire de l'armée française en Afrique : 1830-1962 [« France, soldiers and Africa »], Paris, A. Michel, 1994, 550 p. (ISBN 978-2-226-06790-6, OCLC 30502545)
- Robert Huré, L'Armée d'Afrique : 1830-1962, éd. Charles-Lavauzelle, Paris, 1977